# Лохарн
Ло́харн (англ. Laugharne, валл. Talacharn [Тала́харн]) — город в графстве Кармартеншир в Уэльсе, Великобритания. Лохарн находится на юго-западе Уэльса, при впадении реки Тав в залив Кармартен.

## Население
Численность населения в городе составляет 2942 человека (на 2001 год). В той или иной мере владеет валлийским языком 38 % жителей городка, хотя хорошо владеет лишь 17 %, что существенно меньше, чем в целом для всего графства. В местности, где расположен город, английская разговорная речь довольно своеобразна, на что оказали влияние говоры находящегося рядом английского графства Девоншир и валлийский язык Кармартеншира. Используется много архаичных слов и словесных оборотов.

## История
Археологические раскопки показывают, что земная поверхность мыса, над которым в настоящее время возвышаются развалины замка Лохарн, представляет собой участок облагороженной выровненной земли, на котором могло располагаться доисторическое либо романо-бриттское поселение.
Первым упоминанием Лохарна в письменных источниках, по всей видимости, является сообщение в «Хронике принцев» за 1172 год о состоявшейся там очередной встрече между Лордом Рисом и Генрихом II в местечке Талахарн — валлийское название города. Немногим позднее, описывая события 1189 года, хроника вероятно сообщает о существовании замка Лохарн:
В тот год Лорд Рис завладел замками Сен-Клер, Аберкорран и Лланстефан.
В данной цитате с замком Лохарн отождествляется Аберкорран, поскольку этимология последнего названия происходит от валлийского aber — устье и Corran (современная Coran) — название притока Тава, чьё устье находится на территории современного Лохарна. Замок XII века скорее всего представлял собой motte and bailey.
Непосредственно возникновение города Лохарн связывается с 1291 годом, когда владелец этих мест и один из лордов валлийской марки Ги де Бриан даровал хартию об организации муниципальной корпорации Лохарн, которая управлялась бейлифом и подчинённым ему городским советом.
Дальнейшие упоминания города в хрониках связаны с его захватом Лливелином Великим в 1215 году и его внуком в 1257 году. Во время последнего штурма старый замок был сильно разрушен и владевший манором на тот момент Ги IV де Бриан приступил к возведению каменного замка, остатки которого сохранились до настоящего времени.
В 1488 году владение вместе с городом перешло в собственность графов Нортумберленд, затем в 1575 году королева Елизавета передала замок и окрестности в собственность Джона Перрота, который, в частности, превратил средневековую крепость в особняк в тюдоровском стиле.
В елизаветинский период застройка Лохарна состояла из более чем 90 зданий, и город входил в число шести крупнейших городов Уэльса, выступая в качестве достаточно важного порта в Бристольском заливе. Однако в период индустриальной революции город потерял своё значение. На протяжении многих лет основой экономики города было сельское хозяйство и морской промысел, в частности добыча устриц. В настоящее время Лохарн выступает в качестве туристического курортного города.

## Достопримечательности
Центр Лохарна застроен георгианским архитектурным стилем, пригороды — в основном виллы в стиле народной архитектуры. Вблизи города находятся руины замка Лохарн. К архитектурным достопримечательностям также относятся городская ратуша, церковь Святого Мартина постройки XIII века и лодочный домик Дилана Томаса.

## Известные жители
Ричард Хьюз прожил в беседке, встроенной в стену замка Лохарн, с 1934 по 1940 годы. Здесь им был написан роман «В опасности». Считается, что именно визиты к Хьюзу зародили у Дилана Томаса желание поселиться в этом городке.
В мае 1938 года Дилан Томас приобрёл дом в Лохарне, однако в 1940 году он вернулся в Лондон. В 1949 году Томас вновь перебирается в Лохарн, чтобы прожить последние годы в своём лодочном домике. Томас скончался во время тура в 1953 году по США. После смерти он был перевезён в Уэльс и похоронен возле церкви в Лохарне.